# Viktor Helander
Sven Viktor Helander, född 18 augusti 1839 i Göteborg, död 11 september 1901 i Düsseldorf, var en svensk konstnär
Han var son till grosshandlaren Carl Viktor Helander och Carolina Maria Wallin och från 1874 gift med Ida Emilie Bertha Schultz. Helander studerade vid den danska konstakademien i Köpenhamn 1857 och vid Konstakademien i Stockholm 1857-1861, han for därefter till Düsseldorf och studerade för Benjamin Vautier. Det slutade med att han bosatte sig i Düsseldorf, där han blev svensk-norsk konsul 1878. Han medverkade i Konstakademiens utställningar ett flertal gånger under 1860-talet samt i Göteborgsutställningen 1891. Han blev en mycket bekant och uppskattad person i Düsseldorfs sällskapsliv. Vid sidan av sitt konstnärskap har han från talrika resor till Sydeuropa medfört gamla sidentyg och vävnader som han fick ett specialintresse för. Hans konst består av små genretavlor med allmogemotiv, arkitektbilder och porträtt.  Helander finns representerad vid bland annat Nationalmuseum i Stockholm.